# Secret Chiefs
The Secret Chiefs var ett kortlivat amerikanskt rockband under 1980-talet. Bandet spelade aldrig in några skivor under eget namn, men fungerade som musiker på den finländske sångaren Michael Monroes första soloskiva.

## Biografi
Michael Monroe grundade The Secret Chiefs med bekanta amerikanska musiker 1986, året efter att hans tidigare band Hanoi Rocks splittrats. Den första uppsättningen bestod av rytmsektionen ur Joan Jett and the Blackhearts samt gitarristerna Cody Lee och Michel Roy och naturligtvis Michael Monroe som frontman. Den inkarnationen av gruppen turnerade i USA en tid, men splittrades 1987, varefter Monroe satte ihop en ny uppsättning med bl.a. Phil Grande på gitarr.
Samma uppsättning spelade 1987 in Monroes första soloskiva Nights Are So Long. Då hade bandet utökats med bl.a. Ian Hunter från Mott the Hoople på piano och Tony Mercadente på bas och bakgrundssång. Skivan blev en moderat framgång och gruppen splittrades samma år, även om några av medlemmarna fortsatte i Michael Monroes soloband. 
Förväxla inte med den senare gruppen Secret Chiefs 3.

## Medlemmar

### 1986
- Michael Monroe – sång, saxofon, munspel
- Cody Lee – gitarr
- Michel Roy – gitarr
- Gary Ryan – basgitarr
- Lee Crystal – trummor

### 1987
- Michael Monroe – sång, saxofon, munspel
- Phil Grande – gitarr
- Klyph Black – basgitarr
- Peter Clemente – trummor

### 1987–1988
- Michael Monroe – sång, saxofon, munspel
- Phil Grande – gitarr
- Klyph Black – basgitarr
- Peter Clemente – trummor
- T.V. Lee – gitarr
- Ian Hunter – piano
- Yul Vaz – gitarr
- Rob Sabiano – keyboard
- Tony Mercadente – basgitarr, sång

## Diskografi
- Nights Are So Long (Michael Monroe, 1988)